# Пустошка (Себежский район)
Пусто́шка —  деревня в Себежском районе Псковской области России.
Входит в состав городского поселения Идрица.

## География
Расположена в 40 км к юго-востоку от города Себеж, в 28 км к югу от посёлка Идрица и в 13 км к югу от бывшего волостного центра Бояриново.

## История
В апреле 2015 года Бояриновская волость была упразднена и все ее населённые пункты, в том числе Пустошка, включены в состав городского поселения Идрица.

## Население
| 2000 | 2001 | 2002 | 2010 |
| ---- | ---- | ---- | ---- |
| 72   | →72  | ↘61  | ↘16  |

Численность населения деревне по оценке на начало 2001 года составляла 72 жителя.

Согласно результатам переписи 2002 года, в национальной структуре населения русские составляли 98  % от общей численности населения в   61 чел..